# 五磷酸铈
五磷酸铈是铈的磷酸盐之一，为无机化合物，化学式为CeP5O14。它属单斜晶系，空间群为P21/c。它于1975年被发现，可用于激光材料。

## 制备
五磷酸铈可由氯化铈七水合物和85%磷酸于400°C反应数天得到。三氧化二铈或二氧化铈为原料也能得到所需产物。

## 性质
五磷酸铈在900°C分解，生成偏磷酸铈Ce(PO3)3。